# Pendolino

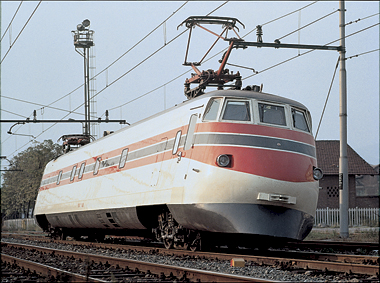
Prototyp Y 0160

Pendolino (italsky „kyvadélko“) je obchodní označení elektrických vlakových jednotek s aktivním naklápěním vozové skříně od výrobce Fiat Ferroviaria, patřícího dnes ke skupině Alstom. Díky naklápění mohou projíždět oblouky (samozřejmě s ohledem na celkový stav tratě) až o 30 % vyšší rychlostí oproti vlakům bez naklápění. Maximální rychlost těchto vlaků bývá nižší než u vysokorychlostních jednotek – kolem 250 km/h. To je dáno především jejich účelem – zvýšení cestovní rychlosti na stávajících tratích.

## Vznik a vývoj koncepce Pendolino

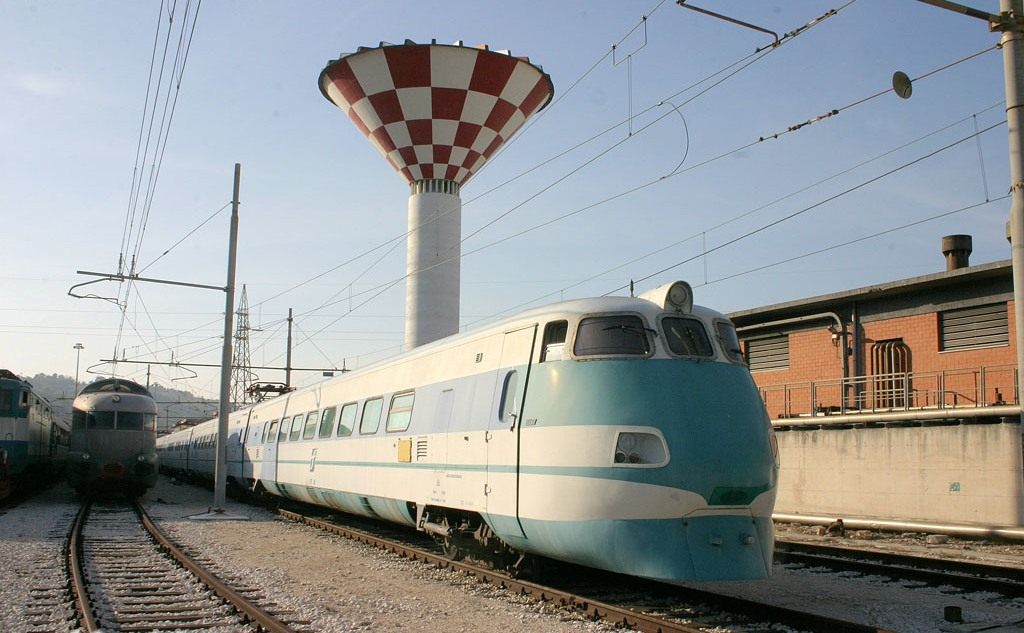
ETR 401, první generace

V 60. letech 20. století začaly správy evropských železnic pociťovat nutnost zvýšení rychlosti vlaků, aby obstály v konkurenci ostatních druhů dopravy – silniční a letecké. Pro zvýšení rychlosti se započalo s budováním nové sítě vysokorychlostních tratí nebo alespoň napřimováním stávajících železničních tratí. Tato cesta však byla zdlouhavá a nákladná. Proto se některé železniční správy zaměřily na vývoj vozidel, která by umožnila projíždět oblouky s vyšším nevyrovnaným příčným zrychlením, aniž by cestující pociťovali zhoršení jízdního komfortu. Vznikla tak myšlenka vlaku s naklápěcími skříněmi vozů, které by při průjezdu obloukem částečně eliminovaly účinky nevyrovnaného příčného zrychlení.
Experimenty v tomto směru se uskutečnily ve Velké Británii, Francii i ve Švýcarsku, avšak prvenství patří Itálii. První zkušenosti v tomto směru byly získány montáží sedadel na naklápěcím mechanismu do motorového vozu řady ALn 668. První elektrický vůz s naklápěcí skříní vyrobila firma Fiat v roce 1969. Dostal označení ETR Y 0160 prototipo a přezdívku pendolino (kyvadélko). 
První jednotka Pendolino byla objednána v roce 1974 a vyrobena o rok později. Do provozu byla nasazena pod označením ETR 401 v letech 1976–1979 v trase Řím – Ancona (později Rimini). Skládala se ze čtyř hnacích vozů. Poté sloužila jako pojizdná laboratoř pro vývoj ETR 450. Druhá podobná jednotka pro španělské železnice RENFE byla třívozová a s omezenou rychlostí i výkonem, pro časté problémy však do provozu ani nezasáhla.

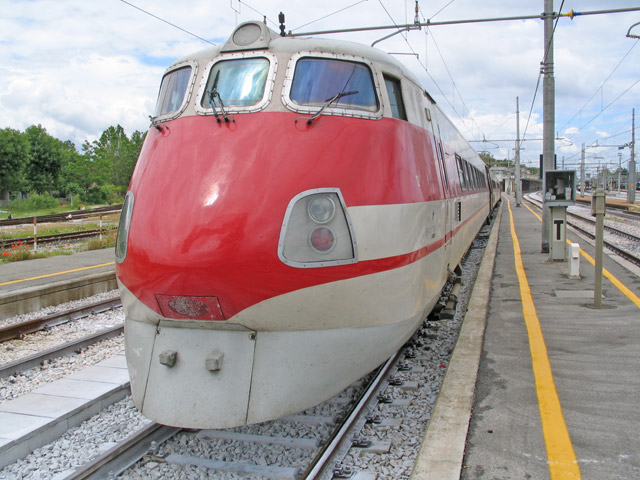
ETR 450, druhá generace

V době nasazení ETR 401 do provozu se blížila ve Velké Británii do konečné fáze stavba prototypu APT (Advanced Passenger Train). Po tom, co byl tento projekt v roce 1982 zrušen, společnost Fiat z něj odkoupila některé patenty týkající se naklápěcí skříně, které byly posléze uplatněny při vývoji ETR 450.
V letech 1985–1986 bylo postaveno celkem 15 devítivozových jednotek ETR 450. Po mechanické stránce odpovídaly ETR 401, elektrická část byla nově zkonstruovaná. Do provozu byly nasazeny v roce 1988 na trati Milán – Řím.
V roce 1982 začaly práce na projektu již třetí generace vlaků pendolino. Nejpodstatnějšími změnami bylo přesunutí celého mechanismu naklápění do podvozku a pohon asynchronními motory s měniči s GTO tyristory. Také design jednotky byl změněn – autorem nového vzhledu je Giugiaro. V letech 1993–1995 bylo dodáno 10 nových souprav ETR 460, z toho tři i na napětí 1500 V, aby mohly zajíždět do Francie. V letech 1994–1997 následovalo 9 dvousystémových jednotek ETR 470 pro dopravu mezi Itálií a Švýcarskem a poté i další jednotky různé délky do různých zemí (Slovinsko, Finsko, Španělsko, Portugalsko a Velká Británie).

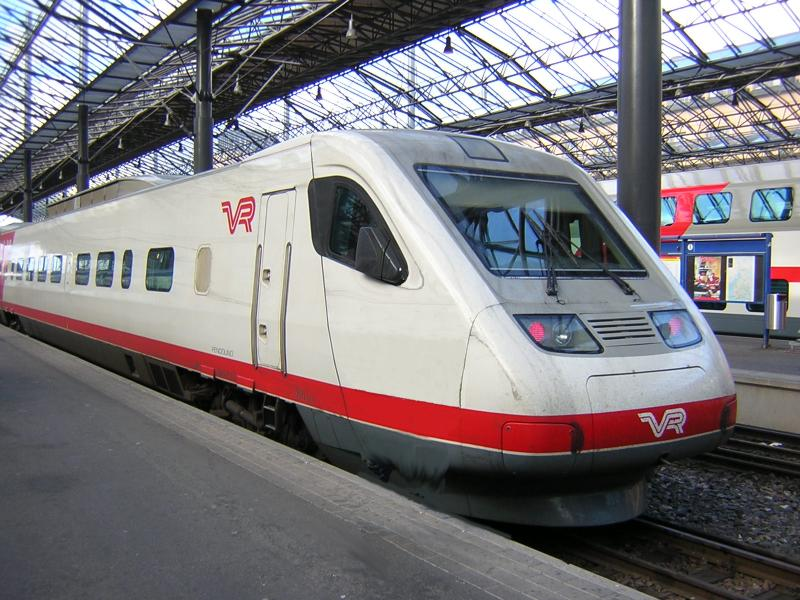
Pendolino třetí generace Sm3= S220 na nádraží v Helsinkách

V Československu se Pendolino poprvé objevilo v září 1989, při zkušebních a předváděcích jízdách prototypu ETR 401. Později se objevily i další prototypy a v roce 1995 České dráhy vyhlásily soutěž na výrobu vysokorychlostních vlakových souprav s naklápěcími skříněmi. V té zvítězilo konsorcium firem ČKD, MSV Studénka, Fiat Ferroviaria a Siemens. Deset souprav mělo být dodáno již v roce 2000. Z důvodu problémů ČKD se v roce 1998 odsunul termín dodávky a zvýšila se cena. Po krachu ČKD v roce 2000 výrobu souprav po dlouhých jednáních převzal italský Fiat Ferroviara, člen původního konsorcia. Oproti původnímu návrhu měla technologie a design souprav vycházet ze souprav Pendolino a počet souprav se snížil na sedm. České dráhy vlaky provozují pod označením 680. První souprava byla dodána v roce 2003.
V roce 2004 objednaly společnosti Trenitalia a Cisalpino nové sedmivozové jednotky Pendolino čtvrté generace. Dvanáct jednotek pro Trenitalia má být dvousystémových (3 kV ss, 25 kV 50 Hz) s označením ETR 600, čtrnáct pro Cisalpino třísystémových (+ 15 kV 16,7 Hz) s označením ETR 610 (také Cisalpino Due). Prototypová jednotka byla zkoušena v roce 2007 na železničním zkušebním okruhu v Cerhenicích. Jednotky ETR 610 jsou v běžném provozu od léta 2008, jednotky ETR 600 pak od prosince 2008. Roku 2004 si Čínské dráhy (China Railways) objednaly 60 jednotek nové generace (bez naklápěcí technologie), které jsou částečně vyráběny přímo v Číně. První jsou v provozu od roku 2008. 13 jednotek nové generace (také bez naklápěcí technologie) si objednala španělská společnost RENFE. 

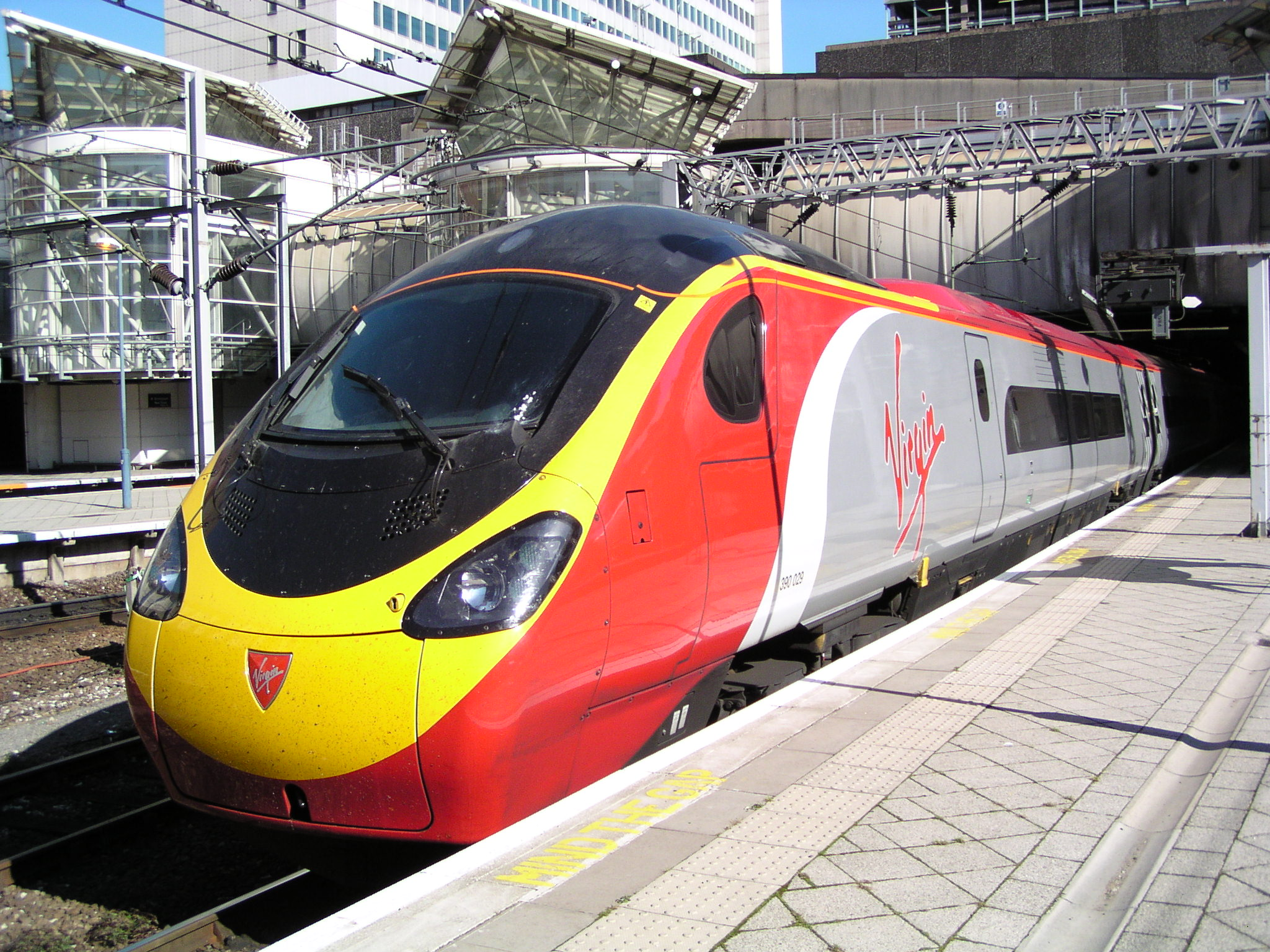
Britské Pendolino třetí generace společnosti Virgin Trains

Nadále se vyrábí i jednotky třetí generace, čtyři dvousystémové sedmivozové širokorozchodné jednotky pro společnost Karelian Trains na trasu Helsinky – Petrohrad a čtyři jedenáctivozové jednotky (a rozšíření 31 stávajících devítovozových na jedenáctivozové) pro provoz ve Velké Británii.

## Výskyt

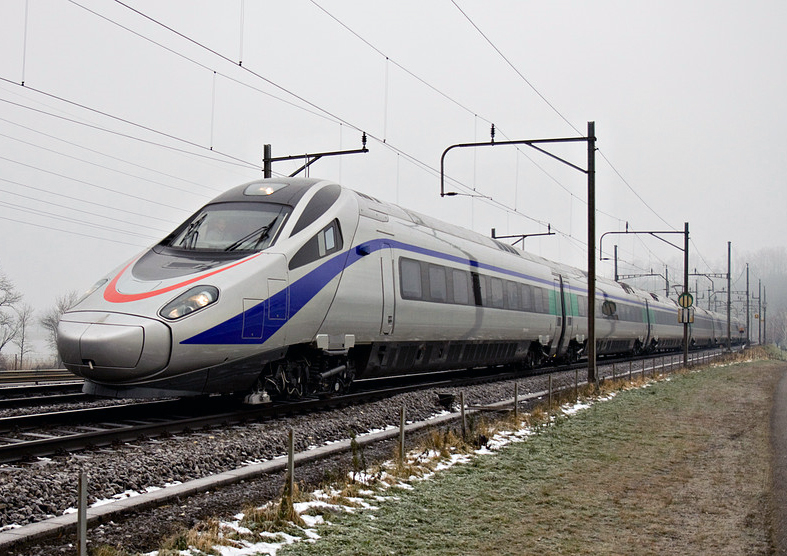
ETR 610, Pendolino čtvrté generace(Cisalpino)

Jednotky typu Pendolino jezdí nyní v těchto zemích:
- Itálie (ETR 460, 463, 470, 480, 600, 610 a 675[1]; dříve i 310 a 450), jednotky provozuje Trenitalia a Italo
- Švýcarsko (ETR 610/RABe 503, dříve i 470), jednotky provozuje Trenitalia a Švýcarské spolkové dráhy
- Velká Británie (390), jednotky provozuje Avanti West Coast
- Finsko (Sm3 = S220, Sm6), jednotky provozuje VR Group
- Rusko (dříve Sm6), jednotky provozovala Karelian Trains
- Slovinsko (310), jednotky provozují Slovenske železnice
- Česko (680), jednotky provozují České dráhy
- Slovensko (680), jednotky provozují České dráhy
- Španělsko (490, 104, 114), jednotky provozuje Renfe
- Portugalsko (4000 Alfa Pendular), jednotky provozuje Comboios de Portugal
- Čína (CRH5), jednotky provozují Čínské dráhy
- Polsko (ED250), jednotky provozuje PKP Intercity
- Řecko (ETR 470), jednotky provozuje TrainOSE

České jednotky 680 jsou využívány hlavně pro spojení mezi Prahou a Ostravou, některé spoje byly prodlouženy také na Slovensko (Bratislava, Košice), v minulosti také do Rakouska (Vídeň). Pro spoje vedené jednotkou 680 byla národním dopravcem České dráhy vytvořena marketingová značka SuperCity Pendolino reprezentující rychlost a komfort.
Polské dráhy v roce 1998 vyhlásily výběrové řízení na nákup vysokorychlostních jednotek, který vyhrála společnost Fiat Ferroviaria nabízející 16 souprav Pendolino. Nakonec byla jednání v roce 2000 ukončena a nákup se neuskutečnil. V roce 2010 společnost Alstom vyhrála výběrové řízení PKP Intercity na nákup vysokorychlostních jednotek s nabídkou 20 třísystémových souprav založených na ETR 610. Soupravy byly dodány během roku 2014. 
Ukrajina uvažovala o nákupu v souvislosti s pořádáním Mistrovství Evropy ve fotbale v roce 2012. Pro nedostatek financí ale od záměru nakonec ustoupila. O nákupu také v minulosti uvažovaly Rumunsko a Slovensko.

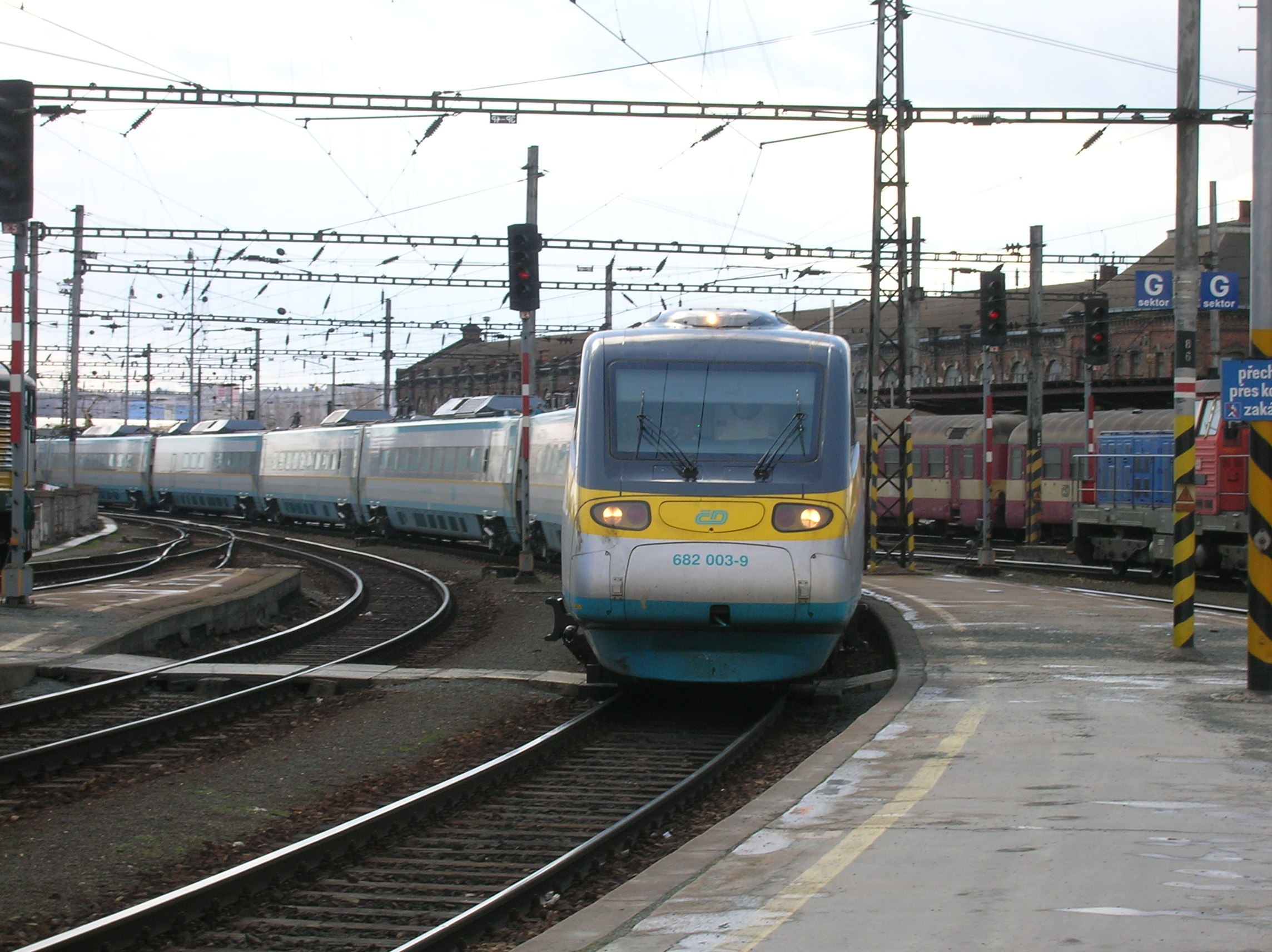
České Pendolino v Brně

## Technické parametry
- Počet vozů: 3–9
- Maximální rychlost: do 250 km/h
- Výkon motorů: 500 kW
- Počet trakčních motorů: 4–12 asynchronních

Základní sestavu tvoří tři vozy, z toho dva hnací. Třívozová pendolína provozují Slovinské železnice. Italské dráhy používají devítivozové jednotky. Pokud počet vozů v jednotce neodpovídá násobku tří, jedná se o vložené vozy bez pohonu a agregátů potřebných pro funkci celé jednotky.

## Jednotky odvozené
Německé motorové jednotky řad 610 a 411, 415 (ICE-T) nejsou výrobkem firmy FIAT Ferroviaria, podvozky s naklápěcí technikou od této firmy tvoří pouze subdodávku. Novější jednotky řad 611 a 612 již mají odlišný naklápěcí systém i dodavatele této technologie, nelze je tak zahrnout do skupiny vlaků Pendolino.
Pro Čínu byly vyrobeny jednotky řady CRH5A odvozené z typu ETR 600, ale bez naklápění. Tyto jednotky mají i širší vozové skříně díky většímu průjezdnému profilu na čínských železnicích. Část těchto jednotek vyrobila čínská společnost CRRC Changchun Railway Vehicles ze skupiny CRRC. Ta také vyrobila odvozené jednotky řady CRH5G, určené pro použití v pouštním a vysokohorském prostředí, a jednotky CRH5E s lůžkovými vozy.
Americký Amtrak si objednal jednotky řady Avelia Liberty, které jsou založeny na AGV a TGV M, mají naklápěcí systém z pendolín.